# Marienborn
Marienborn là một đô thị thuộc huyện Börde, bang Saxony-Anhalt, Đức.
Đô thị Marienborn có diện tích 9,98 km², dân số cuối năm 2006 là 511 người.
Bản mẫu:Cities and towns in Börde (district)